# Assan Hansen
Assan Hansen (* 14. Oktober 1999 in Serekunda, Gambia) ist ein deutscher Boxer.

## Boxkarriere
Hansen trainiert im Club TG 1875 Darmstadt und dem Olympiastützpunkt Rhein-Neckar in Heidelberg. Zudem boxte er bereits für die Kampfgemeinschaft BR Hanau/TG 75 Darmstadt und BSK Hannover-Seelze in der Bundesliga.
Er gewann 2017 im Leichtgewicht den Deutschen Meistertitel der U19 und 2018 in derselben Gewichtsklasse den Deutschen Vizemeistertitel bei den Erwachsenen (Elite), nachdem er im Finale gegen Hamsat Shadalov unterlegen war. Anschließend boxte er im Halbweltergewicht und gewann bei der Deutschen Meisterschaft 2019 nach einer Halbfinalniederlage gegen Kastriot Sopa eine Bronzemedaille.
2022 gewann er, bei der für das Jahr 2021 nachgeholten nationalen Meisterschaft, den Titel des Deutschen Meisters im Halbweltergewicht. Er besiegte dabei Zalgai Laghmani, Imad El Mahi und Chris-Marco Eloundou. Bei der Meisterschaft für 2022 gewann er Bronze nach einer Niederlage im Halbfinale gegen Mert Caliskan. Bis zu diesem Zeitpunkt hatte er 114 Kämpfe mit 80 Siegen bestritten.
Bei den Europaspielen 2023 in Krakau siegte er in der Vorrunde gegen Yaroslav Khartsyz, verlor jedoch im anschließenden Achtelfinale gegen den späteren Goldmedaillengewinner Sofiane Oumiha. Bei der Deutschen Meisterschaft 2024 wurde er nach einer Finalniederlage gegen Denis Bril Vizemeister im Halbweltergewicht. Wegen Verstoßes gegen die Dopingrichtlinien wurde Hansen 2025 für zwei Jahre gesperrt.

## Sonstiges
Assan Hansen wurde zwei Minuten vor seinem Zwillingsbruder Ousainou in Gambia geboren, sein Vater starb, als Assan noch ein Kind war. 2009 wurden die Brüder von ihrer in Deutschland arbeitenden Mutter nach Egelsbach geholt, wo sie vom Lebensgefährten der Mutter adoptiert wurden. Im Alter von elf Jahren begannen sie mit dem Boxsport. Assan Hansen besuchte die Willy-Hellpach-Schule in Heidelberg.